# Norma (opera)
Norma là vở opera 2 màn của Vincenzo Bellini, nhà cách opera người Ý. Lời của vở opera do Felice Romani viết ra, dựa trên kịch của Alexandre Soumet. Vở opera được sáng tác vào năm 1831, được trình diễn tại Milan. Nhân vật chính cùng tên với tác phẩm. Bà là tu sĩ của dòng Celtic. Ngay sau buổi diễn đầu tiên của Norma, Vincenzo Bellini đã nhận xét: "Thất bại, thất bại, hoàn toàn thất bại". Tuy nhiên, thật may cho tác phẩm này là những khán giả bắt đầu nhận thấy mình đang thưởng thức một vở opera tuyệt vời. Và thế là tháng 1 năm 1835, khi được trình diễn ở Napoli và Catania, quê hương Bellini, Norma được khán giả chú ý rất nhiều. Với tác phẩm này, danh tiếng của Bellini, nhà soạn nhạc đoản mệnh, đã vang ra khắp châu Âu.